# Vota la voce 1997
La 25ª edizione di Vota la voce è andata in onda su Canale 5 da Piazza Grande di Arezzo il 23 settembre del 1997.
Conduttori furono Red Ronnie e Martina Colombari.
Vincitori dell'edizione furono: Claudio Baglioni (miglior cantante maschile), Patty Pravo (miglior cantante femminile), Pooh (miglior gruppo), Carmen Consoli e Syria (ex aequo miglior rivelazione), Ligabue (premio speciale), Ligabue (premio tournée) Zucchero (telegatto di platino come miglior artista italiano all'estero) e 883 (miglior canzone dell'estate).

## Cantanti partecipanti
- Claudio Baglioni - Il nostro concerto
- Ron - Stella mia
- Robbie Williams - South of the border
- Gianni Morandi - Dove va a finire il mio affetto
- Giorgia - Un'ora sola ti vorrei
- 883 - La regola dell'amico
- Rosana - El talisman
- Mario Lavezzi - Zitta
- Ligabue - Tra palco e realtà
- Pooh - La donna del mio amico
- Patty Pravo - E dimmi che non vuoi morire
- Umberto Tozzi - Aria e cielo
- Zucchero - Va, pensiero
- Massimo Di Cataldo - Camminando
- Syria - Così mi butto via
- Carmen Consoli - Uguale a ieri